# Generali Ladies Linz 1994
Il Generali Ladies Linz 1994 è stato un torneo di tennis giocato sul sintetico indoor. È stata l'8ª edizione del Generali Ladies Linz, che fa parte della categoria Tier III nell'ambito del WTA Tour 1994. Si è giocato a Linz, in Austria,dal 7 al 13 febbraio 1994.

## Campionesse

### Singolare
Sabine Appelmans ha battuto in finale  Meike Babel con il punteggio di 6–1, 4–6, 7–6

### Doppio
Evgenija Manjukova /  Leila Meskhi hanno battuto in finale  Åsa Carlsson /  Caroline Schneider con il punteggio di 6–2, 6–2